# Congrégation de Mehrerau

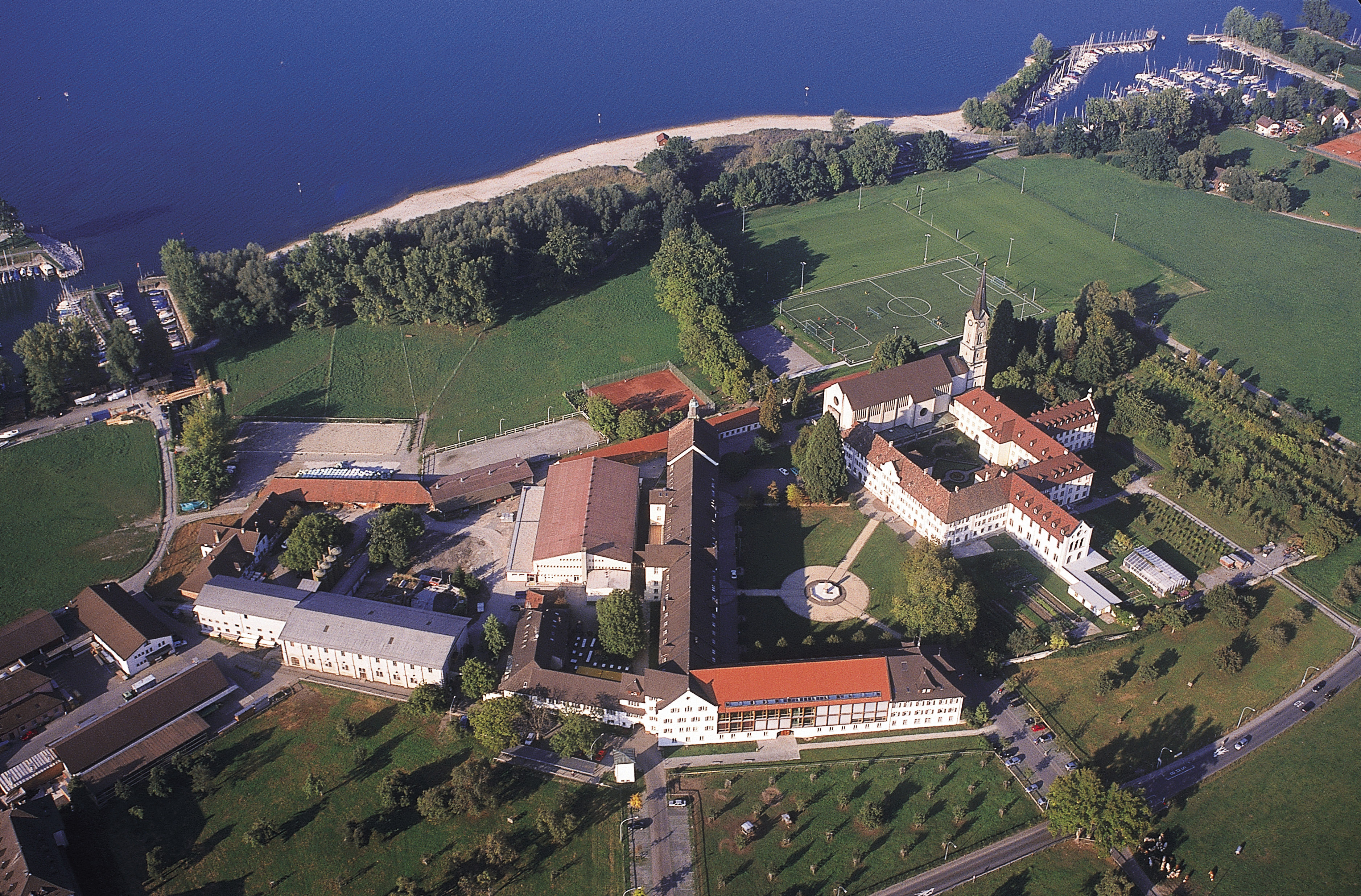
Congrégation de Mehrerau.

La Congrégation de Mehrerau (en allemand Mehrerauer Kongregation, en latin Congregatio Augiensis) est une congrégation de plusieurs monastères et de trois prieurés de l'ordre cistercien, sous la direction d'une abbaye mère, l'abbaye territoriale de Wettingen-Mehrerau. Une autre association existait auparavant sous le nom de Oberdeutsche Zisterzienserkongregation (de).

## Description
L'abbé dirigeant de la congrégation (« abbas praeses ») est toujours l'abbé de l'abbaye territoriale de Wettingen-Mehrerau.
En tant qu'abbé d'une abbaye territoriale (Abbatia territorialis), il est membre de plein droit de la conférence épiscopale autrichienne. La congrégation a été créée en 1888 ; les abbayes Wettingen-Mehrerau et Marienstatt (de), ainsi que leurs abbayes-filles et les abbayes de moniales dépendant de Wettingen-Mehrerau quittent alors la congrégation cistercienne autrichienne pour former leur propre congrégation.

## Composition

### Abbayes
Font partie de la congrégation six abbayes pour hommes et treize pour femmes.
Allemagne
- Abbaye de Lichtenthal, Baden-Baden
- Abbaye de Marienstatt (de), Streithausen
- Abbaye de Himmerod, Großlittgen
- Abbaye d'Oberschönenfeld, Gessertshausen
- Abbaye de Thyrnau, Thyrnau
- Abbaye de Waldsassen, Waldsassen

Italie
- Abbaye de Mariengarten (de), Appiano sulla Strada del Vino, Province autonome de Bolzano[2]

Croatie
- Jastrebarsko Residentia, Jastrebarsko

Autriche
- Abbaye Mariastern-Gwiggen, Hohenweiler
- Abbaye Marienfeld, Maria Roggendorf
- Abbaye de Stams, Stams

Suisse
- Abbaye Mariazell-Wurmsbach, Rapperswil-Jona
- Abbaye Eschenbach, Eschenbach
- Abbaye de la Maigrauge, Fribourg
- Abbaye Frauenthal, Hagendorn, Cham, Canton de Zoug.
- Abbaye d'Hauterive, Posieux.
- Abbaye Magdenau, Degersheim.

Slovénie
- Abbaye de Stična, Ivančna Gorica

États-Unis
- Abbaye cicstercienne Spring Bank, Sparta, Wisconsin – fermée en octobre 2011.

### Prieurés
- Église de Birnau (Prioratus simplex), Uhldingen-Mühlhofen, dépend de l’Abbaye territoriale de Wettingen-Mehrerau.
- Prieuré Untermais (Maia Bassa), Merano, Italie, dépend de l'abbaye de Stams[3].
- Prieuré Valley of Our Lady, Prairie du Sac, Wisconsin, États-Unis[4].

## Source
- (de) Cet article est partiellement ou en totalité issu de l’article de Wikipédia en allemand intitulé « Mehrerauer Kongregation » (voir la liste des auteurs).